# Bollenar
Bollenar es una localidad chilena perteneciente a la comuna de Melipilla, ubicada 14 kilómetros al norte de esta ciudad. Tiene una población de 5308 habitantes.

## Toponimia
Su nombre proviene de los bollenes, un árbol endémico de Chile.

## Demografía
La localidad, según el censo de 2017, posee una población de 5.308 habitantes, de los cuales 2.667 son hombres y 2.641 son mujeres. Para 2005 la población total era de 3.554 habitantes.